# Enrico Fabris

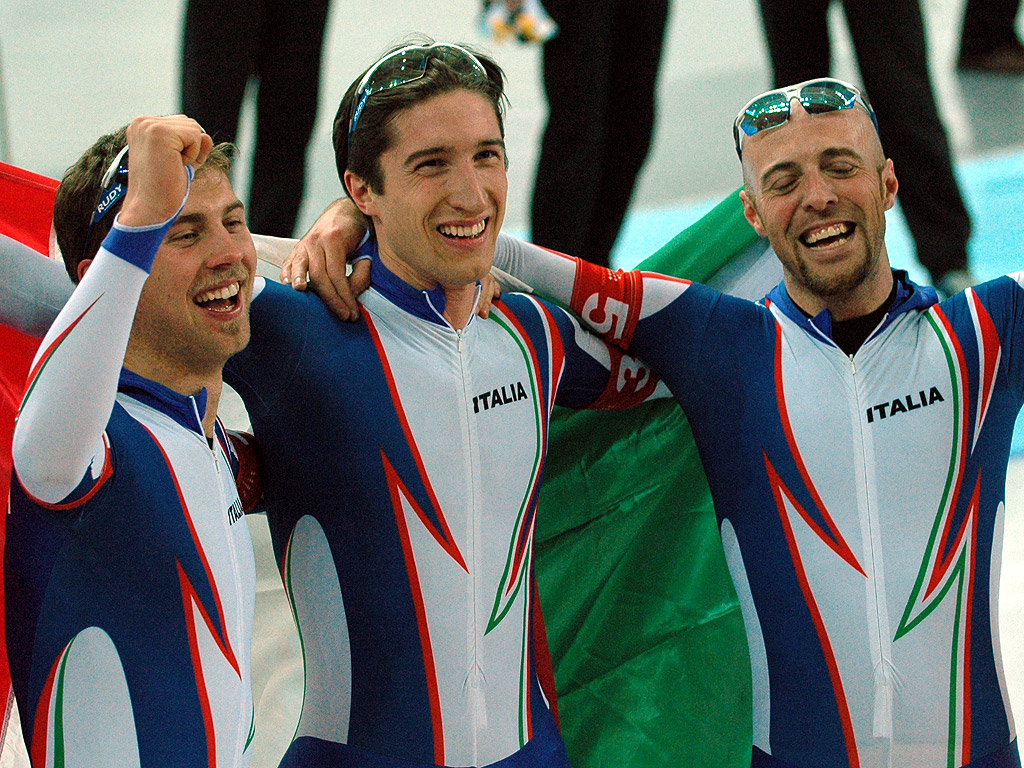
Het gouden Italiaanse achtervolgingsteam bij de Winterspelen van 2006 (Anesi, Fabris, Sanfratello)

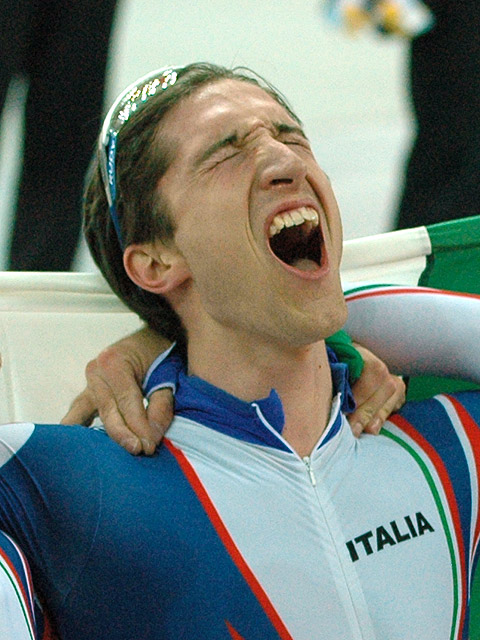
Fabris na het goud met de achtervolgingsploeg bij de Winterspelen van 2006

Enrico Fabris (Asiago, 5 oktober 1981) is een voormalig Italiaans langebaanschaatser.

## Biografie
Als succesvol Italiaans schaatser werd Enrico Fabris de opvolger van Roberto Sighel. In 2002, het jaar dat Sighel afscheid nam van het internationale schaatsen, liet Fabris zich voor het eerst zien op de belangrijkste toernooien. In de daaropvolgende jaren behaalde de deeltijdstudent milieukunde steeds betere resultaten. In november 2004 in Berlijn wist hij op de 1500 meter voor het eerst een Wereldbekerwedstrijd op zijn naam te schrijven. In eigen land was hij al ongenaakbaar; in 2003, 2004 en 2005 schreef hij de nationale allroundtitel op zijn naam. Op de ploegenachtervolging op de WK Afstanden van 2005 in Inzell haalde hij met team-Italië zilver.
Zijn eerste echt aansprekende prestatie was de Europese titel die hij in 2006 behaalde in Hamar. Hij was de eerste Italiaan die deze titel won. Het bleek de opmaat naar zeer succesvolle Olympische Winterspelen. In eigen land won hij eerst het brons op de 5000 meter, waarna goud volgde op de ploegenachtervolging (met teamgenoten Matteo Anesi, Stefano Donagrandi en Ippolito Sanfratello) en solo op de 1500 meter. De overwinningen leidden tot groot enthousiasme in Italië, dat tot deze Spelen nauwelijks aandacht had gehad voor het langebaanschaatsen.
Met name de 1500 meters van Fabris vallen op, doordat hij maar weinig verval laat zien in de rondetijden. Een langzame opening weet hij daardoor meer dan te compenseren met snellere laatste ronden. Tijdens de wereldbekerwedstrijd in Berlijn eind 2006 bijvoorbeeld haalde hij Erben Wennemars in de buitenbocht in: zijn laatste ronde was 0,7 seconde sneller dan die van zijn opponent. Tijdens de wereldbeker in Salt Lake City in 2007 scherpte hij het 5000 meter wereldrecord van Sven Kramer aan met 8/100 van een seconde tot 6.07,40, dit nadat Sven Kramer in de rit ervoor nonchalant zijn (oude) wereldrecord had benaderd met 6.07,52. De week erna raakte hij dit wereldrecord weer kwijt aan Kramer. Tijdens het EK Allround op 12 en 13 januari 2008 in Kolomna werd Fabris derde. Hij moest de Noor Håvard Bøkko en de winnaar Sven Kramer voor laten gaan. Na op het EK van 2009 te zijn gediskwalificeerd (wegens het overschrijden van de baanmarkering) werd Fabris tijdens het WK Allround op 7 en 8 februari 2009 in Hamar weer derde achter Håvard Bøkko en winnaar Sven Kramer. Op 12 december 2009 verbeterde hij het baanrecord op de 5 km van Sven Kramer tijdens de wereldbekerwedstrijd in Salt Lake City met een tijd van 6.06,06. Dit was tevens een nieuw persoonlijk record.
Op 21 november 2011 werd bekend dat Fabris een punt zet achter zijn schaatsloopbaan. Het weekend daarvoor eindigde Fabris bij de wereldbekerwedstrijden in Tsjeljabinsk op de 1500 meter als laatste.

## Records

### Persoonlijke records
| Afstand      | Tijd     | Datum            | Baan           |
| ------------ | -------- | ---------------- | -------------- |
| 500 meter    | 35,99    | 18 maart 2006    | Calgary        |
| 1000 meter   | 1.09,16  | 11 november 2007 | Salt Lake City |
| 1500 meter   | 1.43,48  | 11 december 2009 | Salt Lake City |
| 3000 meter   | 3.40,23  | 5 november 2005  | Calgary        |
| 5000 meter   | 6.06,06  | 12 december 2009 | Salt Lake City |
| 10.000 meter | 13.10,60 | 19 maart 2006    | Calgary        |

### Wereldrecords
| Nr. | Afstand    | Tijd    | Datum            | Baan           |
| --- | ---------- | ------- | ---------------- | -------------- |
| 1.  | 5000 meter | 6.07,40 | 10 november 2007 | Salt Lake City |

#### Wereldrecords laaglandbaan (officieus)
| Nr. | Afstand    | Tijd    | Datum           | Baan   |
| --- | ---------- | ------- | --------------- | ------ |
| 1.  | 1500 meter | 1.44,97 | 3 februari 2007 | Turijn |

## Resultaten
| Jaar | IK Allround | EK Allround | WK Allround | WK Afstanden                                       | Olympische Spelen                          | Wereld Beker                             | WK Junioren |
| ---- | ----------- | ----------- | ----------- | -------------------------------------------------- | ------------------------------------------ | ---------------------------------------- | ----------- |
| 1999 |             |             |             |                                                    | Geen toernooi                              |                                          | NC28        |
| 2000 |             |             |             |                                                    | Geen toernooi                              |                                          | NC17        |
| 2001 | Zilver      |             |             |                                                    | Geen toernooi                              | 0p 1500m 0p 5k/10k                       | 12e         |
| 2002 | Brons       | 16e         |             | Geen toernooi                                      | 26e 1500m 16e 5000m                        | 0p 1500m 29e 5/10 km                     |             |
| 2003 | Goud        | 8e          | DQ4         | 9e 5000m 15e 10000m                                | Geen toernooi                              | 40e 1500m 19e 5/10 km                    |             |
| 2004 | Goud        | 7e          | 4e          | 9e 1500m 5e 5000m 14e 10.000m                      | Geen toernooi                              | 33e 1000m 5e 1500m 6e 5/10 km            |             |
| 2005 | Goud        | 6e          | NS1         | 15e 1500m · 4e 5000m · 12e 10.000m · achtervolging | Geen toernooi                              | 5e 1500m 8e 5/10 km                      |             |
| 2006 | Goud        | Goud        | Zilver      | Geen toernooi                                      | 1500m · 5000m · 8e 10.000m · achtervolging | 0p 500m · 50e 1000m · 1500m · 5e 5/10 km |             |
| 2007 | Goud        | Zilver      | Zilver      | 5000m                                              | Geen toernooi                              | 0p 500m · 1500m · 5/10 km                |             |
| 2008 | Goud        | Brons       | 7e          | 4e 1500m · 5000m · 10.000m · achtervolging         | Geen toernooi                              | 0p 500m · 53e 1000m · 5e 1500m · 5/10 km |             |
| 2009 | Goud        | DQ2         | Brons       | 6e 1500m 4e 5000m 7e 10.000m 4e achtervolging      | Geen toernooi                              | 4e 1500m 5e 5k/10k                       |             |
| 2010 | Goud        | Zilver      |             | Geen toernooi                                      | 16e 1500m 7e 5000m 6e achtervolging        | 12e 1500m 6e 5k/10k                      |             |
| 2011 | Goud        | NS4/12e     |             |                                                    | Geen toernooi                              | 17e 1500m 25e 5k/10k                     |             |
| 2012 |             |             |             |                                                    | Geen toernooi                              | 47e 1500m                                |             |

NC# = niet gekwalificeerd voor de laatste afstand, maar wel als # geklasseerd in de eindrangschikking
DQ# = gediskwalificeerd bij de # afstand, NS# = niet gestart op de # afstand

### Medaillespiegel
| Kampioenschap     | Goud | Zilver | Brons |
| ----------------- | ---- | ------ | ----- |
| IK Allround       | 9    | 1      | 1     |
| EK Allround       | 1    | 2      | 1     |
| WK Allround       | 0    | 2      | 1     |
| WK Afstanden      | 0    | 5      | 0     |
| Olympische Spelen | 2    | 0      | 1     |
| Wereldbeker       | 0    | 1      | 2     |

2006: Anesi/Donagrandi/Fabris/Sanfratello ·
2010: Morrison/Giroux/Makowsky ·
2014: Blokhuijsen/Kramer/Verweij ·
2018: Bøkko/Henriksen/Nilsen/Pedersen ·
2022: Engebråten/Kongshaug/Pedersen
1924: Clas Thunberg ·
1928: Clas Thunberg ·
1932: Jack Shea ·
1936: Charles Mathiesen ·
1948: Sverre Farstad ·
1952: Hjalmar Andersen ·
1956: Jevgeni Grisjin/Joeri Michajlov ·
1960: Jevgeni Grisjin/Roald Aas ·
1964: Ants Antson ·
1968: Kees Verkerk ·
1972: Ard Schenk ·
1976: Jan Egil Storholt ·
1980: Eric Heiden ·
1984: Gaétan Boucher ·
1988: André Hoffmann ·
1992: Johann Olav Koss ·
1994: Johann Olav Koss ·
1998: Ådne Søndrål ·
2002: Derek Parra ·
2006: Enrico Fabris ·
2010: Mark Tuitert ·
2014: Zbigniew Bródka ·
2018: Kjeld Nuis ·
2022: Kjeld Nuis
Onofficiële Europese kampioenschappen

1891: Onbeslist ·
1892: Onbeslist · 
1946: Göthe Hedlund 

Officiële Europese kampioenschappen

1893: Rudolf Ericson · 
1894: Onbeslist ·
1895: Alfred Næss · 
1896: Julius Seyler · 
1897: Julius Seyler · 
1898: Gustaf Estlander · 
1899: Peder Østlund · 
1900: Peder Østlund · 
1901: Rudolf Gundersen · 
1902: Johan Schwartz · 
1903: Onbeslist ·
1904: Rudolf Gundersen · 
1905: Johan Vikander · 
1906: Rudolf Gundersen · 
1907: Moje Öholm · 
1908: Moje Öholm · 
1909: Oscar Mathisen · 
1910: Nikolaj Stroennikov · 
1911: Nikolaj Stroennikov · 
1912: Oscar Mathisen · 
1913: Vasilij Ippolitov · 
1914: Oscar Mathisen · 
1922: Clas Thunberg · 
1923: Harald Strøm · 
1924: Roald Larsen · 
1925: Otto Polacsek · 
1926: Julius Skutnabb · 
1927: Bernt Evensen · 
1928: Clas Thunberg · 
1929: Ivar Ballangrud · 
1930: Ivar Ballangrud · 
1931: Clas Thunberg · 
1932: Clas Thunberg · 
1933: Ivar Ballangrud · 
1934: Michael Staksrud · 
1935: Karl Wazulek · 
1936: Ivar Ballangrud · 
1937: Michael Staksrud · 
1938: Charles Mathiesen · 
1939: Alfons Bērziņš · 
1947: Åke Seyffarth · 
1948: Reidar Liaklev · 
1949: Sverre Farstad · 
1950: Hjalmar Andersen · 
1951: Hjalmar Andersen · 
1952: Hjalmar Andersen · 
1953: Kees Broekman · 
1954: Boris Sjilkov · 
1955: Sigge Ericsson · 
1956: Jevgeni Grisjin · 
1957: Oleg Gontsjarenko · 
1958: Oleg Gontsjarenko · 
1959: Knut Johannesen · 
1960: Knut Johannesen · 
1961: Viktor Kositsjkin · 
1962: Robert Merkoelov · 
1963: Nils Egil Aaness · 
1964: Ants Antson · 
1965: Eduard Matoesevitsj · 
1966: Ard Schenk · 
1967: Kees Verkerk · 
1968: Fred Anton Maier · 
1969: Dag Fornæss · 
1970: Ard Schenk · 
1971: Dag Fornæss · 
1972: Ard Schenk · 
1973: Göran Claeson · 
1974: Göran Claeson · 
1975: Sten Stensen · 
1976: Kay Arne Stenshjemmet · 
1977: Jan Egil Storholt · 
1978: Sergej Martsjoek · 
1979: Jan Egil Storholt · 
1980: Kay Arne Stenshjemmet · 
1981: Amund Sjøbrend · 
1982: Tomas Gustafson · 
1983: Hilbert van der Duim · 
1984: Hilbert van der Duim · 
1985: Hein Vergeer · 
1986: Hein Vergeer · 
1987: Nikolaj Goeljajev · 
1988: Tomas Gustafson · 
1989: Leo Visser · 
1990: Bart Veldkamp · 
1991: Johann Olav Koss · 
1992: Falko Zandstra · 
1993: Falko Zandstra · 
1994: Rintje Ritsma · 
1995: Rintje Ritsma · 
1996: Rintje Ritsma · 
1997: Ids Postma · 
1998: Rintje Ritsma · 
1999: Rintje Ritsma · 
2000: Rintje Ritsma · 
2001: Dmitri Sjepel · 
2002: Jochem Uytdehaage · 
2003: Gianni Romme · 
2004: Mark Tuitert · 
2005: Jochem Uytdehaage · 
2006: Enrico Fabris · 
2007: Sven Kramer · 
2008: Sven Kramer · 
2009: Sven Kramer · 
2010: Sven Kramer · 
2011: Ivan Skobrev · 
2012: Sven Kramer · 
2013: Sven Kramer · 
2014: Jan Blokhuijsen · 
2015: Sven Kramer · 
2016: Sven Kramer · 
2017: Sven Kramer · 
2019: Sven Kramer · 
2021: Patrick Roest · 
2023: Patrick Roest · 
2025: Sander Eitrem